# Заря (Инсарский район)
Заря — посёлок в Инсарском районе Мордовии в составе городского поселения Инсар.

## География
Находится на расстоянии примерно 2 километра по прямой на север от районного центра города Инсар.

## История
Основан в начале 1930-х годов переселенцами из села Новое Пшенево.

## Население
| 1989 | 2002 | 2010 | 2014 | 2016 | 2021 |
| ---- | ---- | ---- | ---- | ---- | ---- |
| 98   | ↘51  | ↘22  | ↘21  | ↘20  | ↗23  |

Постоянное население составляло 51 человек (мордва 80 %) в 2002 году, 20 в 2010 году.